# بیکرویل، شهرستان لوگان، ایلینوی
بیکرویل (به انگلیسی: Bakerville) یک منطقهٔ مسکونی در ایالات متحده آمریکا است که در شهرستان لوگان، ایلینوی واقع شده‌است. بیکرویل ۱۸۲٫۸۸ متر بالاتر از سطح دریا واقع شده‌است.